# Acuerdo de Espira

El Principado de Transilvania y el Partium en 1570.

El Reino húngaro y Transilvania en 1683.

El acuerdo de Espira se firmó el 16 de agosto de 1570 entre los dos reyes Maximiliano II de Habsburgo y Juan II de Hungría en la ciudad alemana de Espira (Speyer en alemán y húngaro). Ambos reyes se disputaban la sucesión por la corona del Reino de Hungría, al igual que lo habían hecho sus respectivos padres. Este tratado confirmó la paz de Adrianópolis firmada el 17 de febrero de 1568, en virtud de la cual el reino húngaro se dividía definitivamente en tres partes y se reconocía la oriental como el Principado independiente de Transilvania.

## Antecedentes
Tras la muerte del rey Luis II de Hungría en la batalla de Mohács en 1526, el reino cayó en una seria crisis al quedar el trono vacío. De inmediato un conde húngaro transilvano de apellido Szapolyai se hizo coronar como Juan I de Hungría y al poco tiempo, Fernando I de Habsburgo, que se había casado con la hermana del fallecido rey, reclamó sus derechos y se hizo coronar también. Enseguida surgió una pugna entre los dos reyes coronados, quienes acordaron en 1538 que, a la muerte del rey Juan Szapolyai, sería Fernando quien heredaría el trono de Hungría, puesto que el húngaro no tenía hijos. Sin embargo, días antes de que muriera Juan I, su esposa la reina Isabela Jagellón de Hungría dio a luz a un hijo varón, Juan Segismundo Szapolyai, quien fue coronado inmediatamente faltando al acuerdo con Fernando. Habiendo muerto Juan I, Fernando avanzó con sus ejércitos para reclamar el trono, y el sultán turco Solimán el Magnífico se enteró de que estos habían pactado en secreto. Iracundo, Solimán marchó sobre la ciudad real de Buda y la ocupó en 1541.
Tras la ocupación de Buda, el sultán y su consejo confiaron la dirección de la región de Transilvania al hijo de Juan I, cuyos tutores eran su madre Isabela Jagellón y el monje Jorge Martinuzzi. Estos actuaron como regentes hasta que Juan Segismundo alcanzó la mayoría de edad y pagaban anualmente un impuesto al Imperio otomano. De esta forma, Transilvania evitó la ocupación directa de los turcos. Martinuzzi actuó según las expectativas del sultán, pero su única meta era la reunificación del reino húngaro. Temiendo la traición ante tantas alianzas con el sultán, Fernando I hizo asesinar al monje regente en 1551. 
Al morir Martinuzzi en 1556, los nobles transilvanos, insatisfechos con la gestión de Fernando y temiendo represalias de los turcos, se apresuraron a llamar a la reina Isabela Jagellón y a su hijo Juan Segismundo, quienes habían huido a Polonia tras ser expulsados de Transilvania por Martinuzzi años antes (el monje había intentado unificar el reino húngaro bajo la figura del monarca Habsburgo, por lo cual decidió que el heredero de Juan I resultaba un inconveniente). De nuevo en Transilvania, Isabela continuó como regente en nombre de su hijo tras arribar a Kolozsvár el 22 de octubre. Entonces, según la voluntad del sultán, Isabela se mantuvo en la regencia de Transilvania, lo que debilitó la unidad de Hungría, y la fue separando cada vez más: una región occidental bajo el control Habsburgo, una central bajo control turco y Transilvania independiente. En 1559 murió Isabela y su hijo Juan Segismundo Szapolyai le sucedió en el trono de Transilvania. Luego de una serie de conflictos, Maximiliano II de Habsburgo, el hijo de Fernando I, y Juan Segismundo Szapolyai firmaron un acuerdo el 17 de febrero de 1568 en Adrianópolis. Ante esto, la región oriental del reino húngaro gobernada por Szapolyai se vio forzada a definir sus relaciones con los Habsburgo. Este tratado fue ratificado dos años después, en 1570, por uno de mayor importancia: el acuerdo de Espira.

## Contenido del acuerdo
En el acuerdo de Espira, se estipulaba que Juan Segismundo Szapolyai, quien aún conservaba el título de «Juan II de Hungría», renunciaba a éste y le cedía esos derechos a Maximiliano II de Habsburgo. Por otra parte, el Habsburgo reconocía la independencia de Transilvania y le otorgaba a Szapolyai el título de príncipe. Juan Segismundo y sus sucesores gobernaron entonces Transilvania con el título de príncipes y anexionaron las provincias de Bihar (Oradea y Beiuș), Kraszna (Șimleu Silvaniei), Szolnok-Medio (Zalău). Sin embargo, si moría Szapolyai sin tener descendientes, este derecho pasaría a manos de los Habsburgo. En caso de ataque turco, las dos facciones deberían asistirse mutuamente. Además, Juan Segismundo obtenía como esposa a la sobrina de Maximiliano II, María, la hija del duque Alberto de Baviera. Juan Segismundo ratificó este tratado el 1 de diciembre de 1570.

## Consecuencias

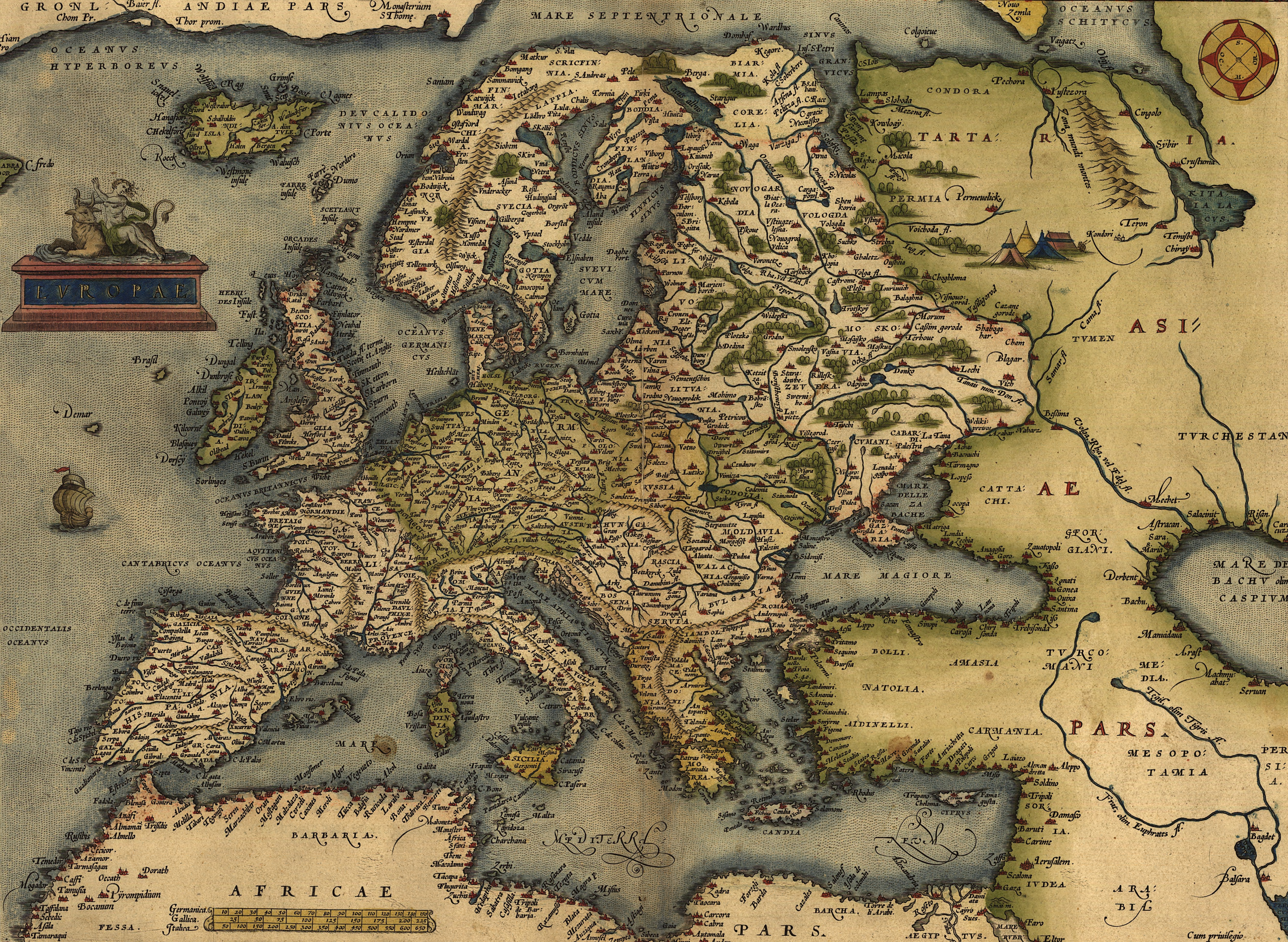
Mapa de Europa en 1572, posterior al acuerdo de Espira

El documento firmado entre Maximiliano II y el sultán turco Selim II el 17 de febrero de 1568 en Adrianópolis fue entonces ratificado por el acuerdo de Espira. 
Juan Segismundo Szapolyai murió el 14 de marzo de 1571, cuatro días después de que se ratificase el tratado de Espira en la Dieta imperial de Ratisbona. Los siguientes príncipes de Transilvania continuaron aceptando el tratado. La esencia de este, sin embargo, que era reunificar el reino húngaro, jamás se consumó. A partir de este momento, en Transilvania se implantó la monarquía electiva, por la que la alta nobleza escogía a los próximos príncipes transilvanos. Los nobles húngaros de Transilvania escogieron en 1571 al conde Esteban I Báthory, que fue el segundo príncipe transilvano de la historia.
Tras la muerte de los Szapolyai, los Habsburgo intentaron apoderarse de Transilvania en muchas ocasiones,  Al final conseguirían la anexión del Principado en la Paz de Karlowitz en 1699 y la abdicación en febrero de 1711 de Francisco Rákóczi II. 